# Region Gotland
Koordinaten: 57° 30′ N, 18° 31′ O

Region Gotland ist die einzige Gemeinde (schwedisch kommun) in der schwedischen Provinz Gotlands län und der historischen Provinz Gotland. Sie umfasst damit die gesamte Ostseeinsel Gotland, aber auch Nachbarinseln, insbesondere Fårö. Der Hauptort der Gemeinde ist Visby.

## Geschichte
Zur Geschichte der Insel siehe Artikel Gotland 
Durch die Zusammenlegung der Stadtgemeinde Visby, der Marktgemeinde Slite und 12 Landgemeinden wurden 1971 alle Gemeinden in der Provinz Gotlands län zu einer einzigen vereinigt. Deren Gemeinderat nimmt daher auch die Aufgaben des Provinziallandtags wahr. In keiner anderen Gemeinde Schwedens sind Provinz- und Gemeindeebene vereinigt. Seit 1. Januar 2011 nennt sich diese Gemeinde Region Gotland.
Folgende  größeren Orte (tätorter) gehören zur Gemeinde: Burgsvik, Fårösund, Havdhem, Hemse, Klintehamn, Lärbro, Ljugarn, Roma (Romakloster) mit Lövsta (siehe auch Kloster Roma), Slite, Stånga, Tingstäde, Väskinde, Västerhejde, Vibble und Visby.

## Wirtschaft
Gotland ist ein traditionelles Agrargebiet, in dem die Viehzucht (etwa ¾ der landwirtschaftlichen Einnahmen) dominiert. Etwa viermal so viele Menschen wie im Reichsdurchschnitt arbeiten in der Landwirtschaft. Dagegen ist Gotland ein industrieschwaches Gebiet. Auf Gotland gibt es nur 11 Industriebetriebe mit mehr als 50 Angestellten. Die Produktionsgüterindustrie und die Lebensmittelindustrie sind die vorherrschenden Industriezweige. Der Dienstleistungsbereich hat sich in den letzten Jahrzehnten verdoppelt. Neben dem öffentlichen Bereich spielt der Tourismus eine wichtige Rolle.

## Partnerstädte
Nordische Partnerstädte der Gemeinde Gotland sind
- Valkeakoski (Finnland)
- Kragerø, (Norwegen)
- Mariehamn, Åland, (Finnland)

Weitere Städtepartnerschaften bestehen mit
- Lübeck, Schleswig-Holstein (Deutschland)
- Staroschwedske, (Ukraine)
- Rhodos, (Griechenland)
- Soest, Nordrhein-Westfalen (Deutschland)
- Tukums, Lettland